# George Horner
George Horner (Přerov, 15 de septiembre de 1923 - Newtown ( Pensilvania), 23 de abril de 2015) fue un pianista y posteriormente cardiólogo en el Hospital Lankenau, Filadelfia estadounidense de origen checoslovaco.
En 1942, Horner junto a su familia fueron enviados a Terezin, al campo de concentración del "show" al noroeste de Praga. Horner tocó el piano y el acordeón para el compositor Gideon Klein y el artista de cabaret Karel Švenk. La familia fue enviada a Auschwitz, donde murió todo su familia. Horner sobrevivió en la Marcha de la Muerte después que el campo fuese abandonado y volvió a Praga para acabar sus estudios. Después de emigrar a Australia para obtener el título de médico, se trasladó con sus hijos a Estados Unidos en 1964.
El 22 de octubre de 2013 interpretó las canciones de cabaret de Karel Švenk en el Boston Symphony Hall con Yo-Yo Ma. Horner murió el 23 de abril de 2015 en Newtown ( Pensilvania).